# Panopoda
Panopoda is een geslacht van vlinders van de familie spinneruilen (Erebidae), uit de onderfamilie Calpinae.

## Soorten
- P. carneicosta Guenée, 1852
- P. rufimargo Hübner, 1813
- P. veluticollis Dognin, 1914